# A Sea Cave Near Lisbon
A Sea Cave Near Lisbon er en britisk stumfilm fra 1896 af Henry Short.